# دم‌دراز تودی
دم‌دراز تودی (نام علمی: Hylomanes momotula) نام یک گونه از تیره دم‌دراز است. این پرنده در بلیز، کلمبیا، کاستاریکا، السالوادور، گواتمالا، هندوراس، مکزیک، نیکارگوئه و پاناما وجود دارد.